# Петрове (Білогірський район)
Петро́ве (до 1836 року — Кара́ш-Елі́, крим. Qaraş Eli) — село в Україні, у Білогірському районі Автономної Республіки Крим. Підпорядковане Зуйській селищній раді.
Відстань від райцентру до населеного пункта становить 25 кілометрів по прямій.